# Falcileptoneta zenjoenis
Falcileptoneta zenjoenis är en spindelart som först beskrevs av Komatsu 1965.  Falcileptoneta zenjoenis ingår i släktet Falcileptoneta och familjen Leptonetidae. Inga underarter finns listade i Catalogue of Life.